# Клоц, Юзеф
Ю́зеф Клоц (пол. Józef Klotz; 2 января 1900, Краков, Польша — 1941, Варшава) — польский футболист еврейского происхождения, защитник клубов «Ютженка» (Краков) и Маккаби (Варшава). Автор первого гола в истории польской сборной.

## Биография
Родился 2 января 1900 года в Кракове в семье сапожника. Воспитанник краковского еврейского клуба «Ютженка».
Провёл всего два матча за национальную сборную Польши, но вписал своё имя в её историю. Весной 1922 года принял участие в проигранном поляками матче со сборной Венгрии (14 мая), а через две недели сыграл в выездном матче против шведов. Это были второй и третий матчи сборной Польши по футболу вообще. В Стокгольме поляки одержали победу над сборной Швеции 2:1, а Клоц на 23 минуте, ударом со штрафного, забил первый, исторический мяч для бело-красных.
Во время войны был узником варшавского гетто, где и погиб в 1941 году. В книге «За полетом мяча» Ян Оталенга писал, что Клоц умер через несколько месяцев после переселения в гетто, он был застрелен среди многих задержанных в ходе очередной облавы.